# Gerhard Wack

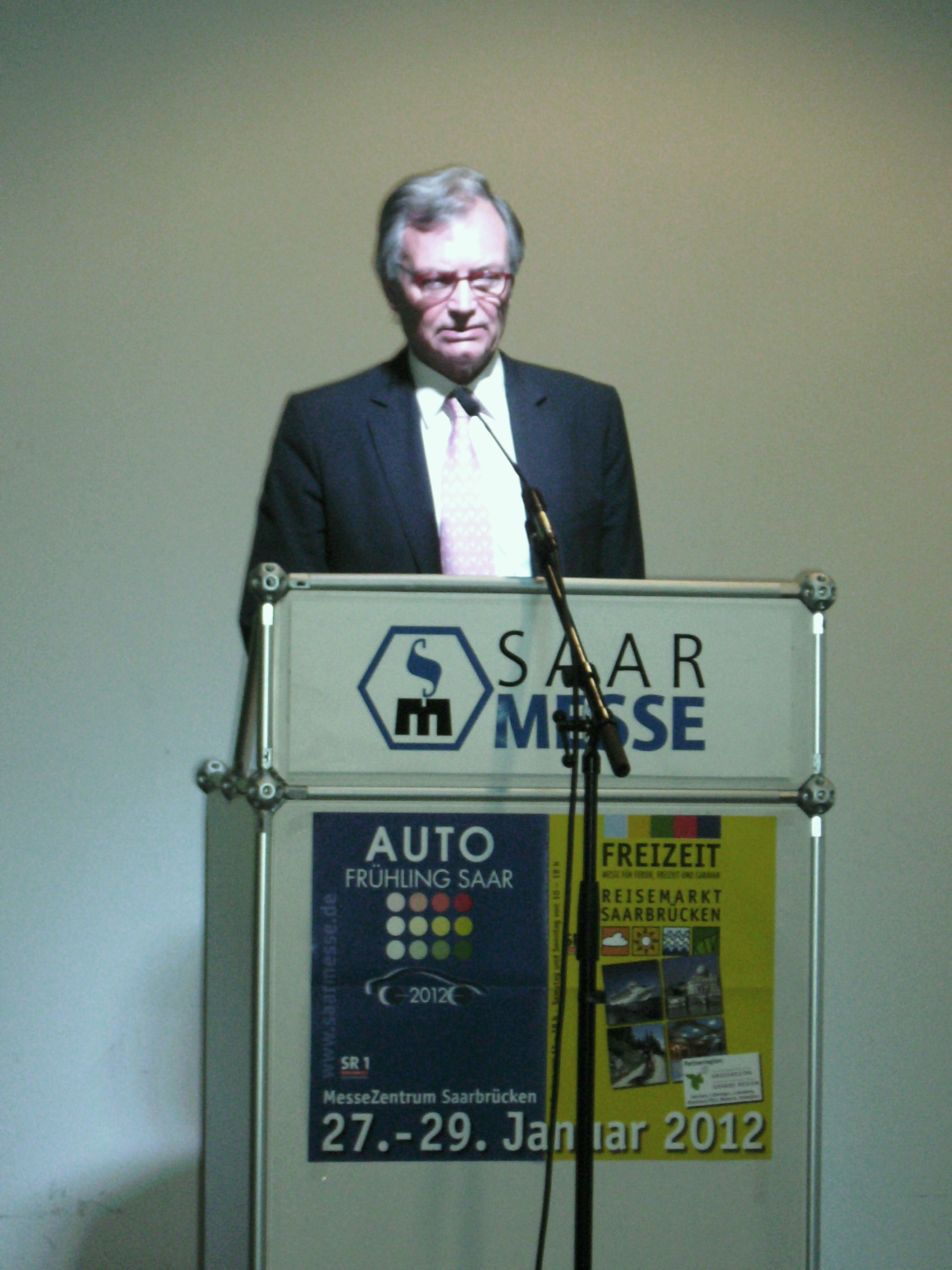
Gerhard Wack bei der Eröffnung der Freizeit-Messe Saarbrücken

Gerhard Wack (* 21. August 1945 in Saarlouis-Fraulautern) ist ein deutscher Politiker. Von 1999 bis 2012 war er Staatssekretär im Saarländischen Finanzministerium.

## Biographie
Nach dem Abitur am humanistischen Gymnasium in Saarlouis 1965 studierte Wack bis 1970 Rechtswissenschaften an der Universität des Saarlandes in Saarbrücken. Die juristischen Staatsexamina legte er 1970 und 1973 ab. 1974 erfolgte der Berufseinstieg als Regierungsassessor beim Finanzamt Saarlouis. Von 1975 bis 1977 war Wack als Referent bei der Oberfinanzdirektion Saarbrücken beschäftigt und wechselte dann ins  Saarländische Finanzministerium. Von 1977 bis 1980 war er persönlicher Referent des Finanzministers Ferdi Behles (CDU), danach bis 1995 Referatsleiter. Anschließend war Wack erneut bei der Oberfinanzdirektion Saarbrücken tätig. Vor seiner Ernennung zum Staatssekretär war Wack von 1998 bis 1999 Direktor beim Rechnungshof des Saarlandes.
Wack ist verheiratet und hat eine Tochter.